# Ранчо де Бургос (Урике)
Ранчо де Бургос (шп. Rancho de Burgos) насеље је у Мексику у савезној држави Чивава у општини Урике. Насеље се налази на надморској висини од 600 м.

## Становништво
Према подацима из 2005. године у насељу су живела 2 становника.

### Хронологија
| Година       | 2005 |
| ------------ | ---- |
| Становништво | 2    |

### Попис
| # | Индикатор                        | Вредност |
| - | -------------------------------- | -------- |
| 1 | Укупно појединачних домаћинстава | 1        |